# Liga Mistrzów AFC (2023/2024)/Grupa B
W Grupie B Ligi Mistrzów AFC 2023/2024 brały udział następujące zespoły:
- Al-Faisaly Amman
- Al-Sadd SC
- Nadi asz-Szarika
- Nasaf Karszy

## Tabela
| Reprezentacja    | M | W | R | P | Br+ | Br- | +/- | Pkt. |
| ---------------- | - | - | - | - | --- | --- | --- | ---- |
| Nasaf Karszy     | 6 | 3 | 2 | 1 | 10  | 6   | +4  | 11   |
| Al-Sadd SC       | 6 | 2 | 2 | 2 | 11  | 7   | +4  | 8    |
| Nadi asz-Szarika | 6 | 2 | 2 | 2 | 4   | 5   | -1  | 8    |
| Al-Faisaly Amman | 6 | 2 | 0 | 4 | 5   | 12  | -7  | 3    |

## Wyniki
| 18 września 2023 18:00 CET | Al-Faisaly Amman | 0:1(0:0)Raport | Nasaf Karszy · 90+7' Abdurakhmatov | Stadion Międzynarodowy, Amman Widzów: 13 750 Sędzia: Mohanad Qasim |
|                            |                  |                |                                    |                                                                    |

| 18 września 2023 20:00 CET | Al-Sadd SC | 0:0(0:0)Raport | Nadi asz-Szarika | Jassim Bin Hamad Stadium, Doha Widzów: 9 831 Sędzia: Muhammad Taqi Al-Jaafari |
|                            |            |                |                  |                                                                               |

| 2 października 2023 16:00 CET | Nadi asz-Szarika · Marega 20' | 1:0(1:0)Raport | Al-Faisaly Amman | Malab asz-Szarika, Szardża Widzów: 3 532 Sędzia: Sivakorn Pu-udom |
|                               |                               |                |                  |                                                                   |

| 2 października 2023 18:00 CET | Nasaf Karszy · Nurullaev 29' · Amanov 46', 58' | 3:1(1:0)Raport | Al-Sadd SC · 83' Khoukhi | Stadion Centralny, Karszy Widzów: 8 428 Sędzia: Alireza Faghani |
|                               |                                                |                |                          |                                                                 |

| 23 października 2023 17:00 CET | Nadi asz-Szarika · Lucas 45+5' | 1:0(1:0)Raport | Nasaf Karszy | Malab asz-Szarika, Szardża Widzów: 1 163 Sędzia: Ming Fu |
|                                |                                |                |              |                                                          |

| 23 października 2023 20:00 CET | Al-Sadd SC · Bounedjah 8', 50', 63' · Plata 51' · Meshaal 52' · Abdurisag 83' | 6:0(1:0)Raport | Al-Faisaly Amman | Jassim Bin Hamad Stadium, Doha Widzów: 10 380 Sędzia: Khaled Saleh Al-Turais |
|                                |                                                                               |                |                  |                                                                              |

| 6 listopada 2023 15:00 CET | Nasaf Karszy · Mateus 81' | 1:1(0:1)Raport | Nadi asz-Szarika · 16' Marega | Stadion Centralny, Karszy Widzów: 11 451 Sędzia: Mohammed Khaled Al-Hoaish |
|                            |                           |                |                               |                                                                            |

| 6 listopada 2023 19:00 CET | Al-Faisaly Amman · Al-Rushadi 56' · Al-Haj 85' | 2:0(0:0)Raport | Al-Sadd SC | Stadion Międzynarodowy, Amman Widzów: 2 430 Sędzia: Sadullo Gulmurodi |
|                            |                                                |                |            |                                                                       |

| 27 listopada 2023 15:00 CET | Nadi asz-Szarika | 0:2(0:1)Raport | Al-Sadd SC · 9' Plata · 60' Bounedjah | Malab asz-Szarika, Szardża Widzów: 1 512 Sędzia: Hiroyuki Kimura |
|                             |                  |                |                                       |                                                                  |

| 27 listopada 2023 16:00 CET | Nasaf Karszy · Mateus 47' · Abdurakhmatov 50' · Stanojević 68' | 3:1(0:1)Raport | Al-Faisaly Amman · 45+6' Bani Hani | Stadion Centralny, Karszy Widzów: 8 457 Sędzia: Kim Hee-gon |
|                             |                                                                |                |                                    |                                                             |

| 4 grudnia 2023 17:00 CET | Al-Sadd SC · Uribe 5' · Bounedjah 90+4' | 2:2(1:0)Raport | Nasaf Karszy · 83', 90' Dżighauri | Jassim Bin Hamad Stadium, Doha Widzów: 4 323 Sędzia: Ahmed Al-Ali |
|                          |                                         |                |                                   |                                                                   |

| 4 grudnia 2023 17:00 CET | Al-Faisaly Amman · Bani Hani 90' · Kamergi 90+7' | 2:1(0:1)Raport | Nadi asz-Szarika · 34' Ben Larbi | Stadion Międzynarodowy, Amman Widzów: 1 343 Sędzia: Hanna Hattab |
|                          |                                                  |                |                                  |                                                                  |

## Strzelcy

### 5 goli
- Baghdad Bounedjah (Al-Sadd SC)

### 2 gole
- Mateus Lima (Nasaf Karszy)
- Gonzalo Plata (Al-Sadd SC)
- Dżaba Dżighauri (Nasaf Karszy)
- Reziq Bani Hani (Al-Faisaly Amman)
- Moussa Marega (Nadi asz-Szarika)
- Zafarmurod Abdurakhmatov (Nasaf Karszy)
- Azizbek Amanov (Nasaf Karszy)

### 1 gol
- Caio Lucas Fernandes (Nadi asz-Szarika)
- Aref Al-Haj (Al-Faisaly Amman)
- Yusuf Abdurisag (Al-Sadd SC)
- Boualem Khoukhi (Al-Sadd SC)
- Mostafa Meshaal (Al-Sadd SC)
- Mateus Uribe (Al-Sadd SC)
- Hatem Al-Rushadi (Al-Faisaly Amman)
- Marko Stanojević (Nasaf Karszy)
- Firas Ben Larbi (Nadi asz-Szarika)
- Rafik Kamergi (Al-Faisaly Amman)
- Sukhrob Nurullaev (Nasaf Karszy)